# Ton Satomi
Ton Satomi (里見弴?, Satomi Ton; Yokohama, 14 luglio 1888 – Kamakura, 21 gennaio 1983) è stato uno scrittore giapponese. 

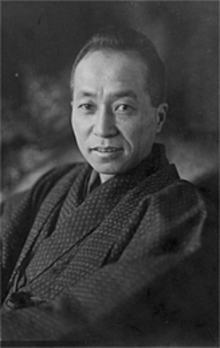
Ton Satomi (1927)

Fratello dello scrittore Arishima Takeo e del pittore Arishima Ikuma, nasce a Yokohama. Il nome alla nascita era Hideo Arishima  (有島英夫?, Arishima Hideo), ma poco dopo essere venuto al mondo, venne iscritto all'anagrafe con il cognome della madre, assumendo così il nome di Hideo Yamauchi (山内英夫?, Yamauchi Hideo).
Dopo avere frequentato il Gakushūin fino al diploma, si iscrive all'Università imperiale di Tōkyō, scegliendo la facoltà di letteratura, ma abbandona gli studi senza conseguire la laurea. Nel 1910 entra a far parte della Shirakaba insieme ai due fratelli. Il suo pseudonimo Satomi sembra sia nato per caso, mentre sfogliava rapidamente la rubrica telefonica e si fermò di botto su una pagina che recava questo cognome. Nel 1955 vince il Premio Yomiuri per la letteratura con l'opera Koigokoro.
Visse a lungo a Kamakura. Nel secondo dopoguerra frequentò spesso gli studi televisivi, entrando in stretti rapporti con il regista Ozu Yasujirō. Con lui partecipò anche alla realizzazione di alcuni film.

## Opere
- Koigokoro
- Shūjitsuwa
- Gokuraku tonbo
- Shiokaze
- Dōgen zenshi no hanashi